# Hundsdorf (Westerwald)
Hundsdorf település Németországban, Rajna-vidék-Pfalz tartományban. Lakosainak száma 451 fő (2023. december 31.).

## Népesség
A település népességének változása:
| Lakosok száma | 259  | 425  | 425  | 436  | 454  | 451  |
|               | 1975 | 2017 | 2019 | 2021 | 2022 | 2023 |